# Jeff Williams (giocatore di poker)
Jeff Williams (Dunwoody, 14 luglio 1986) è un giocatore di poker statunitense.
Il suo miglior risultato ottenuto all'European Poker Tour è il 1º posto nell'evento di Montecarlo 2006, in cui ha vinto 900000 €.
Vanta inoltre 7 piazzamenti a premi alle WSOP.